# Cyclolimnichus presignis
Cyclolimnichus presignis är en skalbaggsart som beskrevs av Delève 1968. Cyclolimnichus presignis ingår i släktet Cyclolimnichus och familjen lerstrandbaggar. Inga underarter finns listade i Catalogue of Life.